# När seklet var ungt (1961)
När seklet var ungt är en svensk filmkavalkad 1897–1914 från 1961 i regi av Gardar Sahlberg och Arne Karlsson. 

## Handling
Filmens berättelse bygger helt på gamla journalfilmer ur SF:s arkiv samt delar av gamla spelfilmer. Den börjar med Stockholmsutställningen 1897, där Oscar II förekommer, och fortsätter vidare genom historien fram till första världskrigets utbrott 1914. 

## Om filmen
Filmen premiärvisades på Sture-Teatern i Stockholm 9 januari 1961. Som berättarröst hör man Gösta Prüzelius, Gustaf Molander, Olof Thunberg, Lena Granhagen och Nils Jerring.

## Filmen består av klipp från
- SF journalfilmer
- 1908 – Gustaf III och Bellman
- 1912 – Agaton och Fina
- 1913 – Ingeborg Holm
- 1913 – Mannekängen